# Кузнецов, Лев Владимирович (скульптор)
 Лев Владимирович Кузнецов  (5 марта 1923 года — 13 августа 1992 года) — скульптор монументалист, Заслуженный художник БАССР (1976), лауреат республиканской премии им. Салавата Юлаева.

## Биография
Лев Владимирович Кузнецов родился 5 марта 1923 году в г. Ленкорани (Азербайджан). В 1963 г. окончил Институт живописи, скульптуры, архитектуры им. И. Е. Репина в г. Ленинграде. С 1963 г. жил и работал в г. Уфе. Скульптор.
Монументалист. Член Союза художников с 1966 г. Участник Великой Отечественной войны. Лауреат республиканской премии им. Салавата Юлаева, 1978.

## Творчество
Основные произведения: На привале, гипс тон., 1964. Гюльназира, известняк, 1964. Красный башкир, песчаник, 1967. Конница, гипс тон., 1964. Уралочка, кварц, 1967. Всадники, алюминий, 1967. Героям революции и гражданской войны, бронза, памятник установлен в г. Уфе, 1975.

## Выставки
- Республиканские, Уфа, 1964, 1969, 1971, 1974, 1977.
- Зональные выставки «Урал социалистический»: Пермь, 1967; Челябинск, 1969; Уфа, 1974.
- Выставка произведений художников автономных республик РСФСР, Москва, 1971.

Памятник героям Октябрьской революции и гражданской войны в Уфе открыт 29 апреля 1975 года. Общая высота скульптуры — 12 метров, высота фигур — 9 метров. Вес бронзовых частей памятника — 95 тонн. Автор монумента — Лев Кузнецов, творческое участие в работе принял архитектор Александр Семенов. Инженерный расчет несущих конструкций, постамента, фундамента произвел инженер-конструктор Александр Коткин. Работа над созданием памятника продолжалась девять лет. Скульптурная группа была отлита на ленинградском заводе «Монумент-скульптура».